# Prozesspolitik
Prozesspolitik ist eine Form der Wirtschaftspolitik, bei welcher der Staat die Wirtschaftsprozesse direkt beeinflusst, um den Wirtschaftsablauf zu stabilisieren, oder das gesamtwirtschaftliche Wachstum zu fördern.
Nach den Zielrichtungen wird unterschieden:
1. Konjunkturpolitik im engeren Sinne: Ziel ist die Verminderung von Konjunkturausschlägen. Die Konjunkturpolitik kann wiederum in nachfrage- und angebotsorientierte Politik unterschieden werden.[1]
2. Wachstumspolitik: setzt an den Grundlagen des Wachstums an (z. B. der Investitionstätigkeit, dem Humankapital oder den Umweltressourcen). Sie ist im Gegensatz zur Konjunkturpolitik eher langfristig ausgerichtet.[1]
3. Strukturpolitik: Die Reaktion auf regionale Ungleichgewichte und Krisen einzelner Branchen oder Sektoren der Wirtschaft.[1]
4. Verteilungspolitik: zur Korrektur der Einkommens- und Vermögensverhältnisse.
5. Konjunkturpolitik im weiteren Sinne: Magisches Viereck: Stabilisierungspolitik (→ Stabilitäts- und Wachstumsgesetz).

Die wichtigsten Formen der Prozesspolitik sind die Finanzpolitik, die Fiskalpolitik, die Geldpolitik, die Preispolitik und die Einkommenspolitik.

## Abgrenzung
Wirtschaftspolitische Maßnahmen, die darauf gerichtet sind, die Rahmenbedingungen zu gestalten, innerhalb derer die Wirtschaftsprozesse stattfinden (→ Wirtschaftsordnung), werden der Ordnungspolitik zugeordnet. Die Prozesspolitik wirkt innerhalb des vorgegebenen ordnungspolitischen Rahmens in die Wirtschaftsprozesse ein. Als ordnungskonforme Prozesspolitik gelten Maßnahmen dann, wenn sie sich überwiegend auf die Beeinflussung der Makroökonomie beschränken und mikroökonomische Prozesse den Marktmechanismen überlässt. Neben konkreten politischen Maßnahmen gibt es innerhalb der Politolinguistik auch das indirekte Mittel des moralischen Appells.